# Фертилитет
| 7—8 деце 6—7 деце 5—6 деце 4—5 деце | 3—4 деце 2—3 деце 1—2 деце 0—1 деце |

Фертилитет или плодност једне популације најбоље изражава стопа укупног фертилитета. Она представља просечан број деце коју у репродуктивном добу роди једна жена.
Стопа од 2,1 обезбеђује просто обнављање становништва, стопа од више од 2,1 доноси популациони раст, док стопа нижа од 2,1 резултује смањењем становништва, а уколико не постоје имиграција и емиграција, односно уколико је њихов салдо једнак нули.
У већини развијених земаља, као и у Србији, стопа укупног фертилитета је знатно испод 2,1. Док се становништво у развијеним са ниским фертилитетом одржава стабилним захваљујући имиграцији, дотле је у Србији на делу депопулација, тј. смањење укупног броја становника.

## Преглед
Плодност је дефинисана на два начина; у  демографији то је потенцијал репродукције посматране популације, за разлику од једног организма, док се у популацијској биологији сматра сличном фертилности, природна способност производње потомства, мерена бројем гамета (јаја), семенским сетом или асексуалним начинима пропагације. Мањак плодности је неплодност док би се недостатак плодности назвао стерилност.
Демографија разматра само људску плодност, по њеним културолошки различитим стопама, док биологија проучава све организме. Израз плодност у биолошкој демографији често се користи за описивање стопе производње потомства након једног временског корака (често годишње). У том смислу, плодност може укључивати и стопу наталитета и преживљавање младих до тог временског корака. Иако се ниво плодности географски разликује, то је углавном једна од карактеристика сваке културе. „Фекундација“ је још један израз за оплодњу. Суперфекундитет или ретрофекундитет односи се на способност организма да складишти сперму другог организма (после копулација) и оплоди јајашца  након одређеног временског периода, у суштини изгледа као да је до оплодње дошло без сперме (тј. партеногенеза). 
Плодност је важна и добро студирана у области екологије популација, иако је студирана из неутралне перспективе. Утицај се може повећати или смањити у популацији према датим условима и одређеним друштвеним факторима. На пример, у тешкоћама за становништво, попут недостатка хране или високих температура,
Показано је да се младалачка и коначно одрасла плодност смањује, због недостатка ресурса јувенилне јединке се не могу репродуковати (на крају ће одраслима понестати ресурса и репродукција ће престати). Уз то, друштвени трендови и друштвене норме могу утицати на плодност, иако је тај утицај привремен. Заиста, сматра се да је немогуће зауставити репродукцију засновану на друштвеним факторима, а плодност обично расте након кратког пада.
У акушерству и гинекологији, фекундабилност је вероватноћа да ће бити трудноћа у једном менструалном циклусу, а плодност (фекундитет) вероватноћа постизања живог рођења у једном циклусу.
Плодност је природна способност стварања потомства. Као мера, стопа плодности је број рођених потомака по репродукцијском пару, јединки или популацији. Плодност се разликује од фекундитет, који се дефинише као потенцијал за репродукцију (под утицајем производње гамета, оплодње и трудноће) Недостатак плодности је неплодност, док би се недостатак фекундитета звао стерилитет.
Људска плодност зависи од фактора прехране, сексуалног понашања, сродства, културе, инстинкта, хормона, тајминга, економије, начина живота и емоција.

## Демографија
У демографском контексту, плодност се односи на стварну производњу потомства, а не на физичку способност за производњу која се назива фекундитет (стварање гамета). Док се плодност може мерити, фекундитет не може. Демографи мере стопу плодности на разне начине, који се углавном могу поделити на мере „периода” и „кохортне” мере. Мере „периода” односе се на пресек популације у једној години. Подаци „кохорте”, с друге стране, прате исте људе током деценија. Мере периода и кохорте се широко користе.

### Мере периода
- Груба стопа наталитета (CBR) – број  живорођених у одређеној години на 1.000 живих људи средином те године. Недостатак овог показатеља је тај што на њега утиче старосна структура становништва.
- Општа стопа плодности (GFR) – број рођених у години подељен с бројем жена у узрасту од 15 до 44 године, пута 1.000. Фокусира се само на потенцијалне мајке и узима у обзир добну дистрибуцију.
- Однос дете-жена (CWR) – однос броја деце млађе од 5 година према броју жена у добу 15-49 пута 1.000. Посебно је користан у историјским подацима, јер не захтева бројање рођених. Ова мера је заправо хибридна, јер укључује и смртне случајеве и рођења. (То јест, због смртности новорођенчади неки од порођаја нису укључени; а због смртности одраслих, неке од жена које су родиле нису ни урачунате.)
- Колов индекс плодности – посебан параметар који се користи у историјским истраживањима.

### Кохортне мере
- Укупна стопа плодности (TFR) – укупан број деце коју би жена родила током свог живота ако би искусила превладавајуће старосне стопе плодности жена. TFR је једнак збиру за све добне групе од 5 пута сваке ASFR стопе. Други начин за то је збрајање ASFR за узраст 10-14, 15-19, 20-24, итд. и множење са 5 (за покривање интервала од 5 година).
- Бруто стопа репродукције (GRR) – број девојака које ће имати синтетска кохорта. Претпоставља се да ће све девојчице одрасти и доживети најмање 50 година.
- Нето стопа репродукције (NRR) – започиње GRR-ом и додаје реалну претпоставку да ће неке жене умрети пре 49. године; стога неће бити живе, како би родиле неке потенцијалне бебе које су убројане у GRR. NRR је увек нижи од GRR-а, али у земљама у којима је смртност врло ниска, готово све девојчице одрастају у потенцијалне мајке, а NRR је практично исто као GRR. У земљама с високим морталитетом, NRR може бити и до 70% GRR-а. Када је NRR = 1,0, свака генерација од 1.000 девојчица одрасте и роди тачно 1.000 девојчица. Када је NRR мањи од један, свака генерација је мања од претходне. Када је NRR већи од 1, свака генерација је већа од оне пре. NRR је мера дугорочног будућег потенцијала за раст, али обично се разликује од постојеће стопе раста становништва.